# 加亚克图尔扎
加亚克图尔扎（法語：Gaillac-Toulza，法語發音：[ɡajak tulza]）是法国上加龙省的一个市镇，属于米雷区。

## 地理
加亚克图尔扎（43°15'17"N, 1°28'15"E）面积40.4 平方千米，位于法国奧克西塔尼大區上加龙省，该省份为法国西南部内陆省份，西南端与西班牙接壤，自此顺时针与上比利牛斯省、热尔省、塔恩-加龙省、塔恩省、奥德省和阿列日省接壤。
与加亚克图尔扎接壤的市镇（或旧市镇、城区）包括：康泰、拉巴蒂、莱兹河畔莱扎、利萨克、圣基尔克、圣伊巴尔、拉图新城、科雅克、桑特加贝勒、埃斯佩尔斯、马尔利亚克。

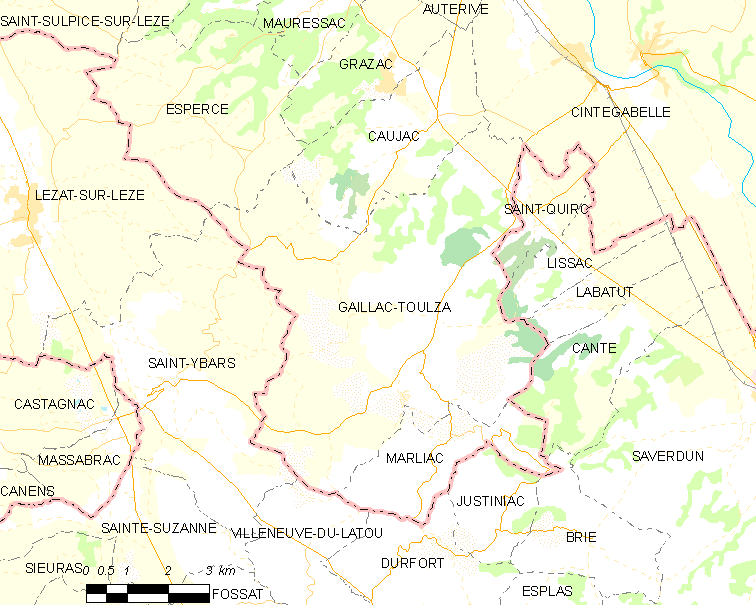
加亚克图尔扎的OSM定位图

加亚克图尔扎的时区为UTC+01:00、UTC+02:00（夏令时）。

## 行政
加亚克图尔扎的邮政编码为31550，INSEE市镇编码为31206。

## 政治
加亚克图尔扎所属的省级选区为欧特里沃县。

## 人口

1962-2008年间加亚克图尔扎人口变化图示

加亚克图尔扎于2022年1月1日时的人口数量为1331人。